# 맥시밀리언 오신스키
맥시밀리언 오신스키(영어: Maximilian Osinski)는 오스트리아 태생의 미국 배우이다. 아내는 같은 배우인 디천 래크먼이다.